# Киракосян, Гарегин
Гарегин Киракосян (арм. Գարեգին Կիրակոսյան; 26 ноября 1995, Ереван, Армения) — армянский футболист, полузащитник.

## Карьера
В июле 2016 года перешёл в армянский клуб «Котайк».
В феврале 2017 года стал игроком армянского клуба «Арарат» Ереван.
В феврале 2019 года подписал контракт с клубом «Сфынтул Георге».

## Достижения
«Сфынтул Георге»
- Серебряный призёр чемпионата Молдавии: 2019

## Клубная статистика
| Игровая карьера | Игровая карьера | Игровая карьера | Лига | Лига | Кубок | Кубок | Межд. | Межд. | Др. | Др. |
| --------------- | --------------- | --------------- | ---- | ---- | ----- | ----- | ----- | ----- | --- | --- |
| 2019            | Сфынтул Георге  | А               | 21   | 3    | —     | —     | —     | —     | —   | —   |
| 2019/20         | Кызылташ        | А               | —    | —    | —     | —     | —     | —     | —   | —   |
| 2020/21         | Ван             | А               | 17   | 1    | 4     | 0     | —     | —     | —   | —   |
| 2022            | Кыран           | Б               | 17   | 2    | —     | —     | —     | —     | —   | —   |